# Проміжне управління
Проміжне управління (англ. Interim management) — це залучення управлінського ресурсу та навичок на певний проміжок часу або на перехідний період. Проміжне управління можна розглядати як призначення успішного управлінця "важкої ваги" на певний термін для забезпечення успішних перетворень, подолання кризи або впровадження змін в організації. В подібних випадках, найм на постійній основі може бути недоцільним, або недоступним через неможливість переходу кандидатів з попередньої роботи в достатньо короткий термін. Також, в самій організації може не бути належних кандидатів на підвищення.

## В історії
Історичні прецеденти відомі ще з часів Давнього Риму, де так звані публікани  (латиною: publicanus, множина: publicani), «підрядники Риму», залучалися до будівництва громадських споруд, постачання армії або стягнення зборів та податків (десятина, митні збори).
Сучасна практика проміжного управління почалася в середині-кінці 1970-х років, коли постійні працівники в Нідерландах були захищені вимогою завчасного попередження про вивільнення зі значним терміном, і компанії стикалися з великими витратами на припинення роботи співробітників. Інші форми залучення непостійних співробітників, у т.ч. проміжних управлінців, набули значної привабливості. 
З 1980-х років поняття проміжного управління та його використання як кадрового інструменту для організацій привернули увагу академічних дослідників та регуляторів, а також практиків. У 1984 році Аткинсон постулював появу структури організації, що включає як основну так і периферійну робочу силу, використовує різні форми договірних відносин, та є міжнародною.  Приклади подальших досліджень — роботи А. Калеберга (2000), який розглянув тимчасову, контрактну та неповну роботу, та Г. Боша (2004), який описав  відносини у сфері зайнятості в Західній Європі. 
Прикладом того, як практика проміжного управління посилилася внаслідок геополітичних змін, було її використання німецьким приватизаційним агентством після возз'єднання Сходу та Заходу у 1989 році.  Був створений попит на проміжних  управлінців (перехідних керівників) на теренах колишньої Східної Німеччини, які б застосували необхідні управлінські знання та лідерські якості до реструктуризації колишніх державних компаній. Попит продовжував зростати в 1990-х роках, коли економіка об'єднаної Німеччини долала спад внаслідок возз'єднання і готувалася до майбутньої амбітної «нової сторінки».  Одним з яскравих прикладів, згаданих Ю. Брунсом (2006), було призначення Гельмута Сіглера проміжним генеральним директором German Telekom AG у 2001 році.

## Життєвий цикл проміжного управління
Завдання для проміжного управління бувають різними в своїм вимогах та обсягах: управління змінами, "закриття пробоїни", управління проектом,  переоцінка стратегії або перезавантаження управлінської команди. Тим не менше, можна окреслити типові кроки від початку до кінця роботи залученого проміжного управлінця. Важливо також планувати надання необхідних ресурсів, окрім "голови та пари рук" проміжного управлінця, для досягнення довгострокових цілей.
Хоча початковий етап зазвичай має багато спільного з консультуванням, а більш пізні етапи — з управлінням проектами, але більша особиста відповідальність проміжного управлінця за успішний аналіз, пропозицію та впровадження дієвого рішення є характерним саме для проміжного управління.   
1. Вхід.  Зацікавлений потенційний клієнт та кандидат на проміжного управлінця проводять попереднє обговорення вимог в обсязі, достатньому для рішення клієнта залучити (або ні) саме цього фахівця для вирішення окреслених завдань. Зазвичай це включає 'попередній опис' бажаного результату для замовника, зон відповідальності та очікуваний обсяг привнесення від проміжного управлінця.  Можливо, це також передбачає належну перевірку та співбесіди, щоб переконатися що кандидат відповідає викликам бізнесу.  Зазвичай етап входу складається з  декількох початкових зустрічей і призводить до укладання контракту між сторонами на часовій основі (на відміну від постійного найму).
2. Діагностика. Проміжний управлінець досліджує поточний стан речей в організації, як він склався, і якими є вимоги у різних зацікавлених сторін ("стейкхолдерів"). На цьому етапі встановлюється глибше розуміння проблем та можливих підходів до їх вирішення. На світло можуть показатися інші речі, ніж ті що їх окреслив клієнт попередньо. Зазвичай, етап діагностики триває декілька днів або тижнів.
3. Пропозиція. Проміжний управлінець представляє більш детальну пропозицію, яка може виступити його цілю та планом в разі затвердження. У випадку значних відмінностей від попереднього розуміння ситуації та планів,  запропонований підхід може потягти за собою уточнення контракту проміжного управлінця, або навіть відмову від завдання. Нерідко трапляється, що підхід на основі досвіду проміжного управлінця може заперечити розуміння клієнтом своєї ситуації. Проміжний управлінець бере на себе відповідальність запропонувати рішення, яке буде дієвим з найбільшою імовірністю, а не автоматично приймає попередньо обговорений план.
4. Виконання. Залучений проміжний управлінець  здійснює втручання, керує проектом або впроваджує рішення, відстежує зміни, працює з зацікавленими сторонами, опрацьовує відгуки та проводить періодичні обговорення ходу справ з клієнтом. На цьому етапі проміжні управлінці особливо корисні своїми знаннями, відповідальністю та ефективністю. Залежно від завдання, вони і занурюються наскільки необхідно, і водночас можуть дивитися на ситуацію ззовні.
5. Вихід. Ближче до завершення проекту, залучений проміжний управлінець впевнюється у досягненні намічених цілей, і що клієнт задоволений. Цей етап зазвичай включає передачу знань і навчання, визначення та пошук наступників для «звичайного режиму роботи» (після періоду змін), а також обмін досвідом в процесі. Оскільки проміжний управлінець орієнтований на успіх завдання, а не просто на тривалість свого перебування на посаді, це гарантує професійний та об'єктивний підхід. Зазвичай, на цьому взаємовідносини проміжного управлінця та клієнта завершуються, але буває і так що клієнт замовляє консультації з приводу раніше завершеного завдання - наприклад, якщо в організації виникли нові питання за деякий час роботи після впровадження змін. Якщо проміжний управлінець залучається до наступного завдання, знову починається «життєвий цикл».

## Використання проміжного управління
Поняття проміжного управління зародилося у Великій Британії, Німеччині та Бельгії, і розповсюджується в інших країнах, особливо в Австралії, США, Франції та Ірландії. У Великій Британії в 2001 році було засновано "Інститут проміжного управління", а в Іспанії з 2013 року існує «Асоціація проміжних управлінців Іспанії».  